# Verkeersknelpunt

Knelpunt veroorzaakt door bouwwerkzaamheden.

Een verkeersknelpunt of flessenhals is een plaatselijke verstoring van het verkeer op een straat, weg of snelweg. Deze termen worden ook gebruikt voor knelpunten in telefoon- en dataverkeer. In tegenstelling tot een file is een knelpunt het gevolg van een specifieke fysieke toestand, vaak het ontwerp van de weg, slecht getimede verkeerslichten of scherpe bochten. Ze kunnen ook worden veroorzaakt door tijdelijke situaties, zoals verkeersongelukken of werkzaamheden.
Knelpunten kunnen ook optreden bij andere vervoerswijzen. Capaciteitsknelpunten zijn de meest kwetsbare punten in een netwerk en zijn heel vaak het voorwerp van offensieve of defensieve militaire acties. Capaciteitsknelpunten van strategisch belang - zoals het Panamakanaal waar het verkeer wordt beperkt door de infrastructuur - worden gewoonlijk een verstikkingspunt genoemd; capaciteitsknelpunten van tactische waarde worden mobiliteitscorridors genoemd.

## Oorzaken

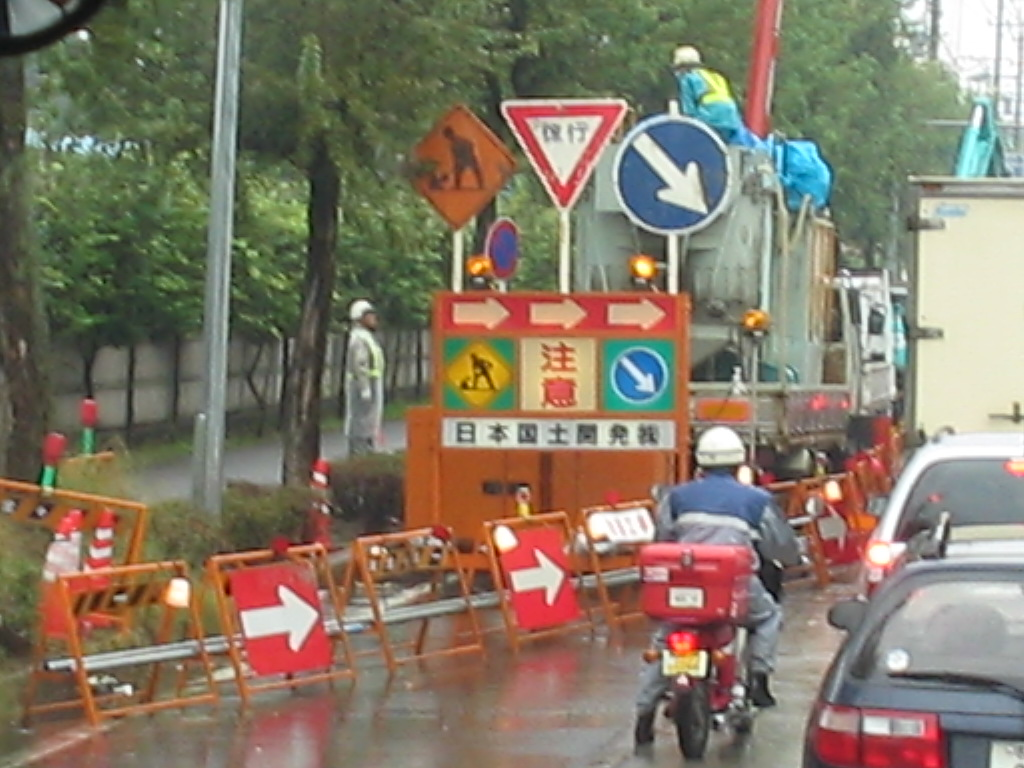
Een knelpunt in het Japanse wegverkeer.

Verkeersknelpunten worden door de meest uiteenlopende zaken veroorzaakt:
- Bouwzones waar een of meer bestaande rijstroken onbeschikbaar worden (zoals weergegeven in het diagram rechts).
- Ongelukken die tijdelijk rijstroken afsluiten
- Versmalling van een snelweg met lage capaciteit
- Terrein (bv. hellingen, zeer scherpe bochten)
- Slecht getimede verkeerslichten
- Langzame voertuigen die de verkeersstroom stroomopwaarts verstoren (ook bekend als een rijdend knelpunt)
- Kijkfiles

Een kijkfile is een voorbeeld van hoe knelpunten kunnen worden veroorzaakt door psychologische factoren; voertuigen die veilig naar de vluchtstrook worden getrokken door een politieauto hebben bijvoorbeeld vaak tot gevolg dat passerende bestuurders langzamer gaan rijden om de situatie "beter te bekijken".

## Grafische en theoretische weergave
De verkeersstroomtheorie kan worden gebruikt om knelpunten te modelleren en weer te geven.

### Stationair knelpunt

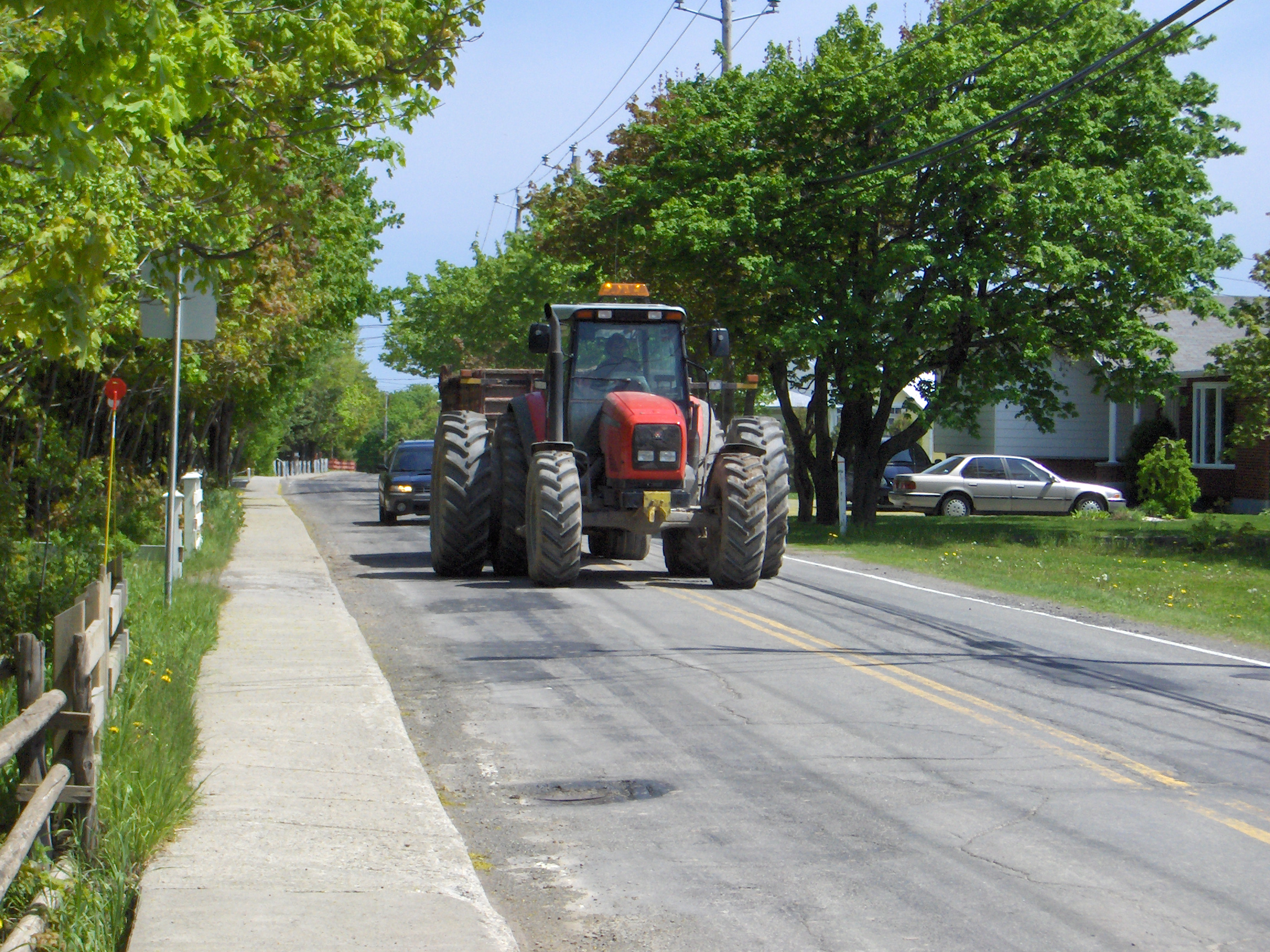
Een trage tractor creëert een rijdend knelpunt.

Beschouw een stuk snelweg met twee rijstroken in één richting. Stel dat het fundamentele diagram is gemodelleerd zoals hiernaast. De snelweg heeft een piekcapaciteit van Q voertuigen per uur, wat overeenkomt met een dichtheid van kc voertuigen per mijl. De snelweg loopt normaal gesproken vast bij kj voertuigen per mijl.
Voordat de capaciteit wordt bereikt, kan het verkeer met A voertuigen per uur stromen, of met een hogere B voertuigen per uur. In beide gevallen is de snelheid van de voertuigen vf (of "vrije doorstroming"), omdat de weg onder de capaciteit is.
Stel nu dat de snelweg op een bepaalde plaats x0 versmalt tot één rijstrook. De maximale capaciteit is nu beperkt tot D', of de helft van Q, omdat slechts een van de twee rijstroken beschikbaar is. Toestand D heeft hetzelfde debiet als toestand D', maar de voertuigdichtheid is hoger.
Met behulp van een tijd-ruimte diagram kunnen wij het knelpunt modelleren. Stel dat op tijdstip t0 het verkeer begint te stromen met snelheid B en snelheid vf. Na tijdstip t1 komen de voertuigen aan met de lichtere stroomsnelheid A.
Voordat de eerste voertuigen locatie x0 bereiken, is de verkeersstroom ongehinderd. Stroomafwaarts van x0 versmalt de weg echter, waardoor de capaciteit met de helft afneemt en onder die van toestand B komt. Dit wordt weergegeven door toestand D met hoge dichtheid. De voertuigsnelheid in deze toestand is de langzamere vd, zoals overgenomen uit het fundamentele diagram. Stroomafwaarts van het knelpunt gaan de voertuigen over naar toestand D', waar zij weer met vrije snelheid vf rijden.
Zodra voertuigen aankomen met snelheid A vanaf tijdstip t1, zal de wachtrij beginnen te verdwijnen en uiteindelijk verdwijnen. Toestand A heeft een lagere doorstroomsnelheid dan de éénstrooks capaciteit van de toestanden D en D'.
In het tijd-ruimte diagram wordt een voorbeeld van een voertuigtraject weergegeven met een stippellijn. Het diagram kan gemakkelijk voertuigvertraging en wachtrijlengte weergeven. Het is een eenvoudige kwestie van horizontale en verticale metingen binnen het gebied van toestand D.

### Dynamisch knelpunt
In dit voorbeeld wordt uitgegaan van drie rijstroken in één richting. Stel dat een vrachtwagen begint te rijden met snelheid v, langzamer dan met de vrije stroomsnelheid vf. Zoals blijkt uit het onderstaande fundamentele diagram, vertegenwoordigt snelheid qu de verminderde capaciteit (twee derde van Q, d.w.z. 2 van de 3 beschikbare rijstroken) rond de vrachtwagen.
Toestand A vertegenwoordigt de normale naderende verkeersstroom, opnieuw met snelheid vf. Toestand U, met doorstroomsnelheid qu, komt overeen met de filevorming vóór de vrachtwagen. In het fundamentele diagram is de voertuigsnelheid vu lager dan de snelheid vf. Maar zodra de bestuurders om de vrachtwagen heen zijn genavigeerd, kunnen zij weer sneller rijden en overgaan naar de stroomafwaartse toestand D. Terwijl deze toestand met vrije doorstroming verloopt, is de voertuigdichtheid minder omdat minder voertuigen om het knelpunt heen rijden.
Stel dat de vrachtwagen op tijdstip t afremt van de vrije doorstroomsnelheid naar v. Er ontstaat een wachtrij achter de vrachtwagen, voorgesteld door toestand U. Binnen het gebied van toestand U gaan voertuigen langzamer rijden, zoals aangegeven door het voorbeeldtraject. Omdat toestand U beperkt is tot een kleiner debiet dan toestand A, zal de rij zich achter de vrachtwagen terugtrekken en uiteindelijk de hele snelweg verdringen (helling s is negatief). Als toestand U het hogere debiet zou hebben, zou er nog steeds een groeiende wachtrij zijn. Die zou echter niet oplopen omdat de helling s positief zou zijn.